# Người Hoa tại Brunei
Dân tộc Hoa tại Brunei chiếm gần 15% dân số Brunei. Năm 1986, ước tính trên 90% người Hoa vẫn chưa có quyền công dân Brunei mặc dù đã cư trú nhiều thế hệ tại đây.

## Nhân vật nổi tiếng
- Ngô Tôn, một ca sĩ và diễn viên